# مارتن (لوئیزیانا)
مارتن (به انگلیسی: Martin) شهری در ایالت لوئیزیانا کشور ایالات متحده آمریکا است که جمعیت آن در سرشماری سال ۲۰۱۰ میلادی، ۵۹۴ نفر بوده‌است.